# FC Deveronvale
Der FC Deveronvale ist ein schottischer Fußballverein aus Banff, der aktuell in der Highland Football League spielt. Der Club hat den Spitznamen The Vale und trägt seine Heimspiele im 2600 Plätze umfassenden Princess Royal Park aus.

## Geschichte
Der Verein entstand im Jahr 1938 durch die Fusion zwischen Deveron Valley und den Banff Rovers. Der Name des Vereins leitet sich vom Fluss Deveron ab, der in Banff in die Nordsee mündet. Im August 1939 absolvierte The Vale das erste Pflichtspiel. Der erste Titel wurde 1948 gewonnen: im Aberdeenshire Cup, an dem die Mitgliedsvereine der Aberdeenshire and District Football Association teilnehmen. Im Schottischen Pokal konnte der Verein in der Spielzeit 2006/07 für Furore sorgen, als man bis in das Achtelfinale einzog. Nach Siegen gegen den FC Montrose, FC Fraserburgh und Elgin City verlor die Mannschaft erst gegen Partick Thistle.

### Ehemalige Spieler
- Des Bremner
- Jim Leighton (in der Jugend)

## Erfolge
- Highland Football League: 
  - 2003, 2006
- Aberdeenshire Cup: 
  - 1948, 1951, 1962, 1966, 2001, 2007, 2012
- Bells Cup: 
  - 1979
- Aberdeenshire Shield: 
  - 1995, 2003